# کیجی نیشیتانی
کیجی نیشیتانی (به انگلیسی: Keiji Nishitani)، (زاده ۲۷ فوریه ۱۹۰۰ – ۲۴ نوامبر ۱۹۹۰) یک فیلسوف ژاپنی بود. او محقق مکتب کیوتو و شاگرد کیتارو نیشیدا بود. نیشیتانی در سال ۱۹۲۴، دکترای خود را از دانشگاه کیوتو برای پایان‌نامه‌ای با عنوان «ایده‌آل و واقعیت در شلینگ و برگسون» دریافت کرد. او از ۱۹۳۷ تا ۱۹۳۹ زیر نظر مارتین هایدگر در فرایبورگ تحصیل کرد.

## جایگاه حرفه‌ای
نیشیتانی از سال ۱۹۴۳ تا سال ۱۹۶۴، کرسی فلسفه و دین در دانشگاه کیوتو را صاحب بود. سپس در دانشگاه اوتانی به تدریس فلسفه و دین پرداخت. نیشیتانی در مقاطع مختلف استاد فلسفه در آمریکا و اروپا بود.
به گفته جیمز هایسیگ، نیشیتانی پس از این‌که در ژوئیه ۱۹۴۶، از تصدی هر پست عمومی، توسط مقامات ایالات متحده در اشغال ژاپن منع شد، از گسترش «وجدان اجتماعی عملی به ایده‌های فلسفی و مذهبی» خودداری کرد و ترجیح داد به بینش افراد از منظر نظم اجتماعی فکر کند تا اصلاحات.
در «فیلسوفان هیچی» نوشته جیمز هایسیگ از نیشیتانی نقل شده‌است که «مشکل اساسی زندگی من … همیشه و به بیان ساده، غلبه بر نیهیلیسم از طریق نیهیلیسم بوده‌است».

## افکار
در قرائت هایزیگ، فلسفه نیشیتانی دارای گرایش مذهبی و ذهنی متمایزی بود، و نیشیتانی را به اگزیستانسیالیست‌ها و عارفان، به‌ویژه سورن کی‌یرکگور و مایستر اکهارت، نزدیک می‌کرد، نه به دانشمندان و الهی‌دانانی که هدفشان تفصیل منسجم اندیشه بود. هایسیگ همچنین استدلال می‌کند که نیشیتانی، برترین روش‌های نیشیدا در شعر، دین، ادبیات و فلسفه ذن را به‌طور ارگانیک در کار خود گرد هم آورد، تا به ایجاد ارکانی برای رهایی از زبان ژاپنی، به روشی مشابه بلز پاسکال یا فردریش نیچه کمک کند. هایسیگ استدلال می‌کند که بر خلاف نیشیدا که در ظاهر بر ساختن یک سیستم فلسفی تمرکز کرده بود و در اواخر دوران حرفه‌ای خود شروع به تمرکز بر فلسفه سیاسی کرد، نیشیتانی بر ترسیم دیدگاهی تمرکز کرد، که «به‌واسطه این دیدگاه می‌توانست طیف وسیع‌تری از موضوعات را روشن کند. او در پایان زندگی کاری خود بیشتر در مورد موضوعات بودایی نوشت.
نیشیتانی در آثاری مانند «دین و نیستی» بر اصطلاح بودایی خلأ خلاق (سونیاتا) و رابطه آن با نیهیلیسم غربی تمرکز می‌کند. در تقابل با ایده غربی پوچی، به‌عنوان فقدان معنا، شینیاتای نیشیتانی به پذیرش آناتا، یکی از سه راه اصیل هشتگانه و رد ایگو به‌منظور شناخت پدیدآیی وابسته، که به یکی بودن مربوط می‌شود، تصریح کرد: «همه چیزهایی که در جهان هستند، به هر نحوی به هم مرتبط هستند. هیچ چیز بدون رابطه با هر چیز دیگری به وجود نمی‌آید.» نیشیتانی همیشه خود را فیلسوفی شبیه به نیشیدا می‌دانست. همچنین خوانش هایسیگ از او به‌عنوان «اگزیستانسیالیست» نمی‌تواند در مواجهه با نقد نیشیتانی از اگزیستانسیالیسم قانع‌کننده باشد؛ نقدی که در جهت‌گیری‌اش، در «تحقیق خیر» نیشیدا (Zen no Kenkyū) نمایان است.
در میان آثار متعددی که نیشیتانی به زبان ژاپنی تألیف کرده‌است، عناوین زیر وجود دارد:
- «الوهیت و نفی مطلق» (کامی به زتای مو؛ ۱۹۴۸)
- «بررسی ارسطو» (Arisutoteresu ronkō؛ ۱۹۴۸)
- «دین، سیاست و فرهنگ» (Shūkyō to seiji to bunka؛ ۱۹۴۹)
- «مشکلات و دین جامعه مدرن» (Gendai shakai no shomondai to shūkyō; ۱۹۵۱)
- «در مورد بودیسم» (Bukkyō ni tsuite; 1982)؛ نیشیدا کیتارو: مرد و اندیشه (Nishida Kitarō, sono hito to shisō; ۱۹۸۵)
- «موضع ذن» (Zen no tachiba؛ ۱۹۸۶)
- «بین دین و غیر دین» (Shūkyō to hishūkyō no aida؛ ۱۹۹۶)

آثار مکتوب او در مجموعه ۲۶ جلدی «نیشیتانی کیجی چوساکوشو» (۱۹۸۶–۱۹۹۵) ویرایش شده‌است. فهرست جامع‌تری از آثار در نسخه ژاپنی ویکی صفحه حاضر قابل دسترس است.

## فهرست آثار
مجموعه آثار ۲۶ جلد. (توکیو: ۱۹۸۶–۱۹۹۵):
جلد یک: «فلسفه ذهنیت بنیادی»، ج. ۱ (توکیو: کوبوندو [弘文堂]، ۱۹۴۰)
- بخش اول: دین و فرهنگ
  - «زرتشت نیچه و مایستر اکهارت» (فتشریفت برای پروفسور هاتانو سیچی، ایوانامی شوتن، September 1938)
  - «مذهب، تاریخ، فرهنگ» (تتسگاکو کنکیو، شماره ۲۵۰، ژانویه ۱۹۳۷)
  - «آگاهی و دین مدرن» (کیزای اورای، جلد ۱۰، شماره ۷، ژوئیه ۱۹۳۵)
  - «تمدن مدرن اروپا و ژاپن» (شیسو، شماره ۲۱۵-۱۶، آوریل-مه ۱۹۴۰)
- بخش دوم: تاریخ و طبیعت
  - «به‌موقع و نابه‌هنگام در اخلاق» (ریسو، شماره ۴۸، ۱۹۳۳)
  - «تاریخی و مادرزادی» (شیسو، شماره ۱۰۹-۱۰، ژوئن تا ژوئیه ۱۹۳۱)
  - «الگوهای تفسیر انسانی و اهمیت آن‌ها» (ریسو، شماره ۵۵–۵۶، ۱۹۳۵)
  - «فردیت و جهانی بودن در زندگی» (اوتانی گاکوهو، جلد ۱۲، شماره ۳، اکتبر ۱۹۳۱)

جلد دوم: «فلسفه ذهنیت بنیادی»، ج. ۱ (توکیو: کوبوندو،۱۹۴۰)
- بخش سوم: اندیشه و اراده
  - «دربارهٔ مشکل شر» (تتسگاکو کنکیو، شماره ۱۴۲، ۱۹۲۸)
  - «فلسفه هویت شلینگ و اراده: واقعیت و ایده‌آل» (تتسگاکو کنکیو، شماره ۱۰۴–۵، ۱۹۲۴)
  - «استعلایی شیء: معنویت‌گرایی بدون روح» (شیسو، شماره ۴۴، ژوئن ۱۹۲۵)
  - «ایده‌های زیبایی‌شناختی کانت: پیوند بین شهود و احساس»
  - «اندیشه‌های متفرقه دربارهٔ دین» (شیسو، شماره ۷۷، مارس ۱۹۲۸)
  - «دیالکتیک وجود دینی» (شیسو، شماره ۱۵۹-۶۱، اوت تا اکتبر ۱۹۳۵)

جلد سوم: «مطالعاتی دربارهٔ عرفان غربی»
- «تاریخ عرفان» (Iwanami Kōza: Tetsugaku, جلد ۴، ۱۹۳۲)
- «اندیشه اخلاقی عرفان» (Iwanami Kōza: Rinrigaku, جلد ۱۴، ۱۹۴۱)
- «مسئله عرفان» (تتسگاکو کنکیو، شماره ۳۳۴، ۱۹۴۴)
- «عرفان» (Gendai Kirisutokyō Kōza, جلد ۴، ۱۹۵۶)
- «فلسفه فلوطین» (Naganoken Suwa Tetsugakukai، تابستان ۱۹۲۹)
- «مشکل شر در آگوستین» (تتسگاکو، جلد ۱، شماره ۳، ۱۹۴۶)
- «مسئله دانش در آگوستین» (Kirisutokyō Bunka, شماره ۱۹۴، نوامبر ۱۹۴)
- «آگوستین و موقعیت اندیشه معاصر» (Kirisutokyō Bunka 1.49 مارس]، شماره 49 مارس]

جلد چهارم: «مشکلات و دین جامعه معاصر»
- بخش اول: مشکلات و دین جامعه معاصر
  - «دین، سیاست و فرهنگ» (کیوتو: Hōzōkan ،۱۹۴۹)
  - «مشکلات دین معاصر»
  - «مشکلات و دین جامعه معاصر» (کیوتو: Hōzōkan پ، پ۱۹۵۱)
- بخش دوم: فلسفه تاریخ جهان و آگاهی تاریخی
  - «فلسفه تاریخ جهان»
  - «جهان بینی و دولت بینی» (توکیو: Kōbundō ،۱۹۴۱)
  - «آگاهی تاریخی»

جلد پنجم: «مطالعات ارسطو» (توکیو: Kōbundō ،۱۹۴۸)
- «نظریه ارسطو دربارهٔ حس»
- «نظریه تخیل ارسطو»
- «نظریه عقل ارسطو»

جلد ششم: «فلسفه دین»
- «پیش‌نامه‌ای به فلسفه دین»
- «دین و فلسفه»
- «درآمدی بر فلسفه دین»
- «مارکسیسم و دین»
- «مسئله شر»
- «بودیسم و مسیحیت»
- «مسئله اسطوره»
- «فرااخلاقی»
- «علم و دین»

جلد هفتم: «خدا و هیچ مطلق»
- «خدا و هیچ مطلق» (توکیو: کوبوندو، ۱۹۴۸)
- «عرفان آلمانی و فلسفه آلمانی»

جلد هشتم: «نیهیلیسم»
- «نیهیلیسم» (توکیو: کوبوندو، ۱۹۴۹)
- «نیهیلیسم و هستی در نیچه»
- «نیهیلیسم روسی» (توکیو: کوبوندو، ۱۹۴۹)
- «مشکلات الحاد»

جلد نهم: «فلسفه نیشیدا و فلسفه تانابه»
- «نیشیدا کیتارو» (توکیو: Chikuma Shobō ،۱۹۸۵)
- «دربارهٔ فلسفه تانابه»
- «اندیشه پروفسور تانابه در سال‌های پایانی عمر»

جلد دهم: «دین چیست: مقالاتی دربارهٔ دین»، جلد. ۱ (توکیو: Sōbunsha ،۱۹۶۱)
- «دین چیست»
- «شخصیت و غیرشخصیت در دین»
- «نیهیل و سونیاتا»
- «موقعیت سونیاتا»
- «سونیاتا و زمان»
- «سونیاتا و تاریخ»

جلد یازدهم: «موضع ذن: مقالاتی در باب دین»، جلد. ۲ (توکیو: Sōbunsha ،۱۹۸۶)
جلد دوازدهم: «شعر هانشان» (توکیو: Chikuma Shobō ،۱۹۸۶)
جلد سیزدهم: «مطالعات فلسفی»
- «مسئله هستی و مشکل هستی‌شناسی»
- «پراجنا و عقل»
- «در ساتوری»
- «سونیاتا و Pṛthak»
- «ایدئالیسم مطلق شلینگ و مدت‌زمان ناب برگسون»
- «بیوگرافی مختصری از شلینگ»
- «شلینگ و برگسون: بررسی آثار آن‌ها»

جلد چهاردهم: «سخنرانی‌هایی در فلسفه»، ج. ۱
جلد پانزدهم: «سخنرانی‌هایی در فلسفه»، ج. ۲
جلد شانزدهم: «سخنرانی در مورد دین»
جلد هفدهم: «سخنرانی در مورد بودیسم»
جلد هجدهم: «سخنرانی در مورد ذن و جودو»
جلد نوزدهم: «سخنرانی در فرهنگ»
جلد بیستم: «مقالات گاه‌به‌گاه»، ج. ۱
جلد بیست و یکم: «مقالات گاه‌به‌گاه»، ج. ۲
جلد بیست و دوم: «سخنرانی‌ها» در شوبوگنزو، جلد. ۱
جلد بیست و سوم: «سخنرانی‌ها» در شوبوگنزو، جلد. ۲
جلد بیست و چهارم: «سخنرانی‌ها» در دانشگاه اوتانی، جلد. ۱
جلد بیست و پنجم: «سخنرانی‌ها» در دانشگاه اوتانی، جلد. ۲
جلد بیست و ششم: «سخنرانی‌ها» در دانشگاه اوتانی، جلد. ۳

## ترجمه‌های انگلیسی

### تک‌نگاری‌ها
- نیشیتانی کیجی. ۱۹۸۲. «دین و نیستی». ترجمه یان ون براگت. برکلی: انتشارات دانشگاه کالیفرنیا. (شابک ‎۰-۵۲۰-۰۴۹۴۶-۲).
- نیشیتانی کیجی. ۱۹۹۰. «غلبه خود بر نیهیلیسم». ترجمه گراهام پارکز و آیهارا ستسوکو. آلبانی: انتشارات دانشگاه ایالتی نیویورک.
- نیشیتانی کیجی. ۱۹۹۱. «نیشیدا کیتارو». ترجمه‌شده توسط یاماموتو سیساکو و جیمز دبلیو. هایزینگ. برکلی: انتشارات دانشگاه کالیفرنیا.
- نیشیتانی کیجی. ۲۰۰۶. «در مورد بودیسم». ترجمه یاماموتو سیساکو و رابرت ای. کارتر. آلبانی: انتشارات دانشگاه ایالتی نیویورک.
- نیشیتانی کیجی. ۲۰۱۲. «فلسفه نیشیتانی کیجی ۱۹۰۰–۱۹۹۰ - سخنرانی‌هایی در مورد دین و مدرنیته». ترجمه جاناتان موریس آگوستین و یاماموتو سیساکو. نیویورک: انتشارات ادوین ملن. (شابک ‎۰-۷۷۳۴-۲۹۳۰-۱).

### مقالات
- نیشیتانی کیجی. ۱۹۶۰. «وضعیت مذهبی در ژاپن امروزی»، ادیان معاصر در ژاپن، ۷–۲۴.
- نیشیتانی کیجی. ۱۹۸۴. «مقام ذن»، ترجمه جان سی مارالدو. بودایی شرقی ۱۷/۱، ۱–۲۶.
- نیشیتانی کیجی. ۱۹۸۹. «برخورد با پوچی»، در فلسفه دینی نیشیتانی کیجی (ویرایش تایتتسو اوننو). شرکت انتشارات جین. ۱–۴.
- نیشیتانی کیجی. ۱۹۹۰. «وجود دینی - فلسفی در بودیسم»، ترجمه پل شپرد. بودایی شرقی (سری جدید) ۲۳، ۱–۱۷.
- نیشیتانی کیجی. ۲۰۰۴ الف. «بیداری خود در بودیسم»، در «چشم بودا - گلچین مکتب کیوتو و معاصران آن» (ویرایش فردریک فرانک). حکمت جهانی: بلومینگتون، ایندیانا. ۱۱–۲۰.
- نیشیتانی کیجی. 2004b. «رابطه من و تو در بودیسم ذن»، در «چشم بودا - گلچین مکتب کیوتو و معاصران آن» (ویرایش فردریک فرانک). حکمت جهانی: بلومینگتون، ایندیانا. ۳۹–۵۳.
- نیشیتانی کیجی. 2004c. «علم و ذن»، در «چشم بودا - گلچین مکتب کیوتو و معاصران آن» (ویرایش فردریک فرانک). حکمت جهانی: بلومینگتون، ایندیانا. ۱۰۷–۱۳۵.
- نیشیتانی کیجی. ۲۰۰۸. «دیدگاه من در مورد غلبه بر مدرنیته»، در «غلبه بر مدرنیته - هویت فرهنگی در زمان جنگ ژاپن» (ترجمه و ویرایش توسط ریچارد کالیچمن). نیویورک: انتشارات دانشگاه کلمبیا. ۵۱–۶۳.